# Nordhordland

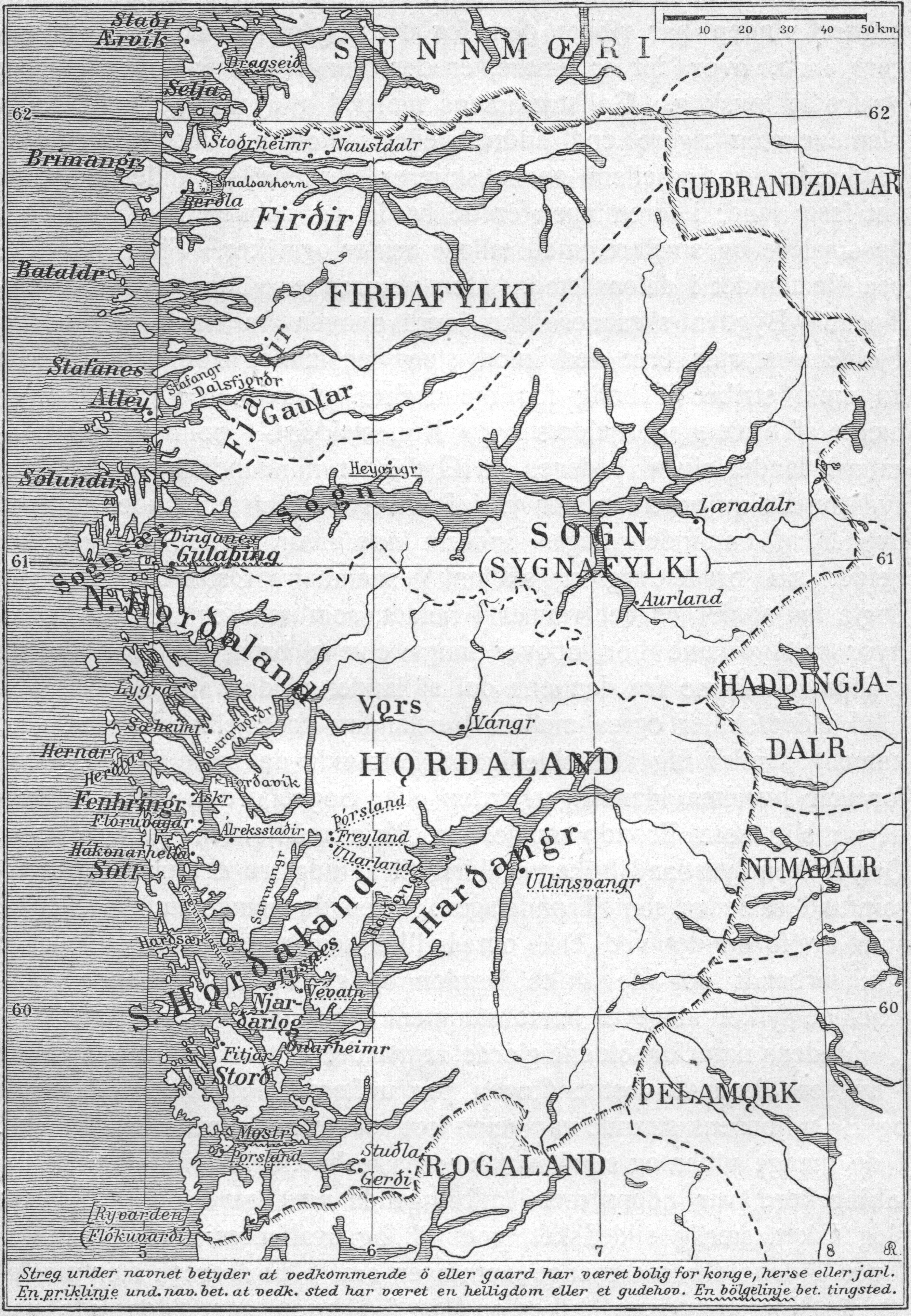

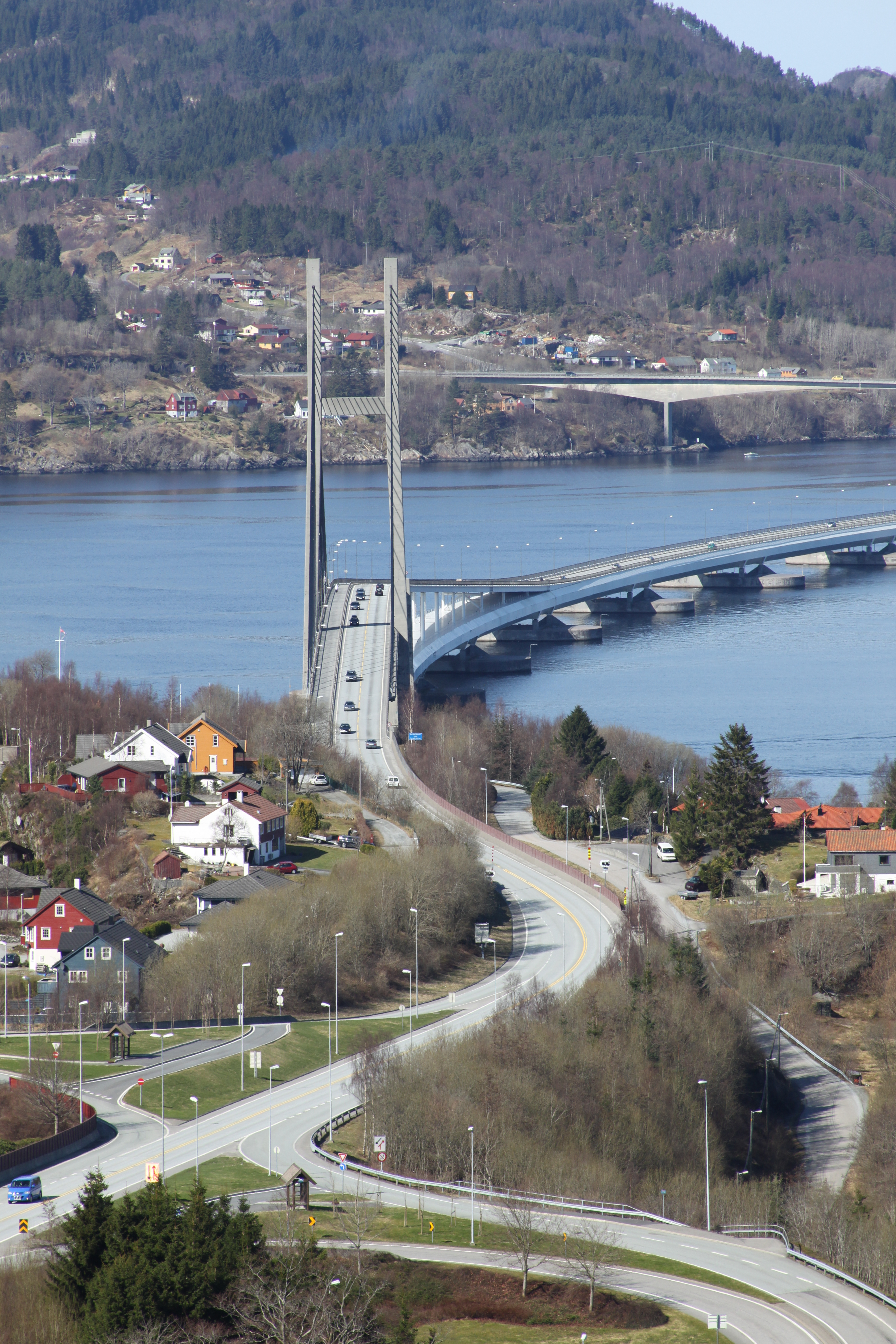
Nordhordlandsbrua

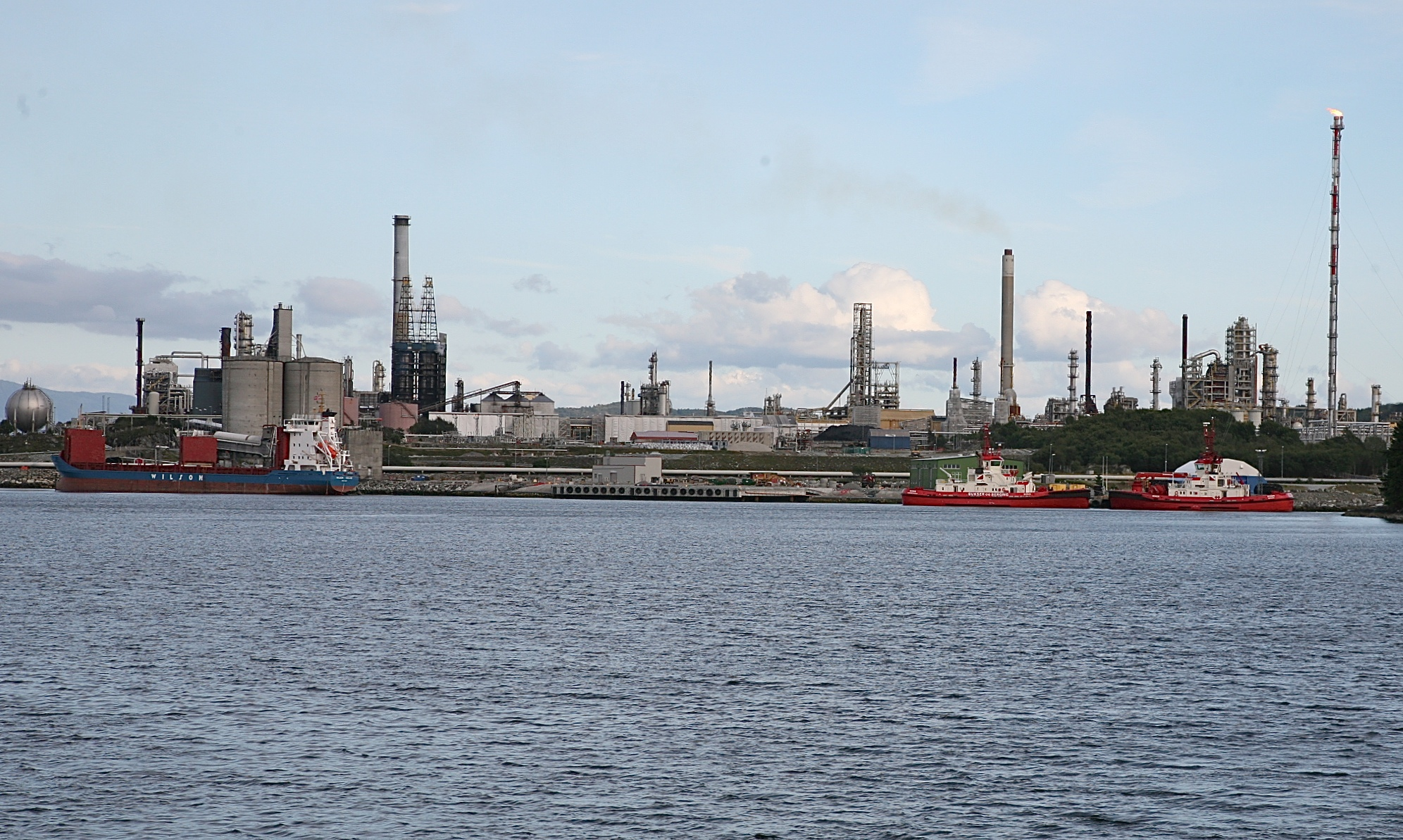
Oljeraffinaderiet på Mongstad

Nordhordland är ett historiskt landskap och distrikt norr om och delvis runt omkring Bergen i Hordaland fylke i västra Norge.

## Det historiska landskapet
Historiskt har Hordaland indelats i de fyra landskapen Nordhordland, Sunnhordland, Hardanger och Voss, vilka låg till grund för indelningen i fögderier, domsagor och kyrkokontrakt.
Landskapets ursprungliga geografiska område motsvarar dagens kommuner Askøy, Austrheim, Bergen, Fedje, Fjell, Gulen (västra delen), Lindås, Masfjorden, Meland, Modalen, Osterøy, Radøy, Sund, Vaksdal (merparten) och Øygarden.
1773 flyttades fylkesgränsen ett stycke söderut, varvid Gulen överfördes till Sogn. I mitten av 1800-talet inrättades det nya distriktet Midhordland, som utgjorde en domsaga och ett kyrkokontrakt. Till detta nya distrikt fördes delar av Sunnhordland (nuvarande kommunerna Austevoll, Fusa, Os og Samnanger) och delar av Nordhordland (södra delen av Askøy, Bergen utom stadsdelarna Arna och Åsane, merparten av Fjell samt Sund). Samtidigt utvidgades Nordhordlands fögderi till att omfatta både Nordhordlands og Midhordlands domsagor.

## Det nuvarande distriktet
De administrativa och kyrkliga gränserna har därefter ändrats åtskilliga gånger. Kommunikationsmönstren har också förändrats drastiskt genom att de viktigaste transportlederna har flyttats från sjön till landsvägarna. Nordhordland och Midhordland i sina gamla omfattningar är därför inte längre några naturligt sammanhållna regioner, däremot är Bergen den naturliga mittpunkten för bägge distrikten tillsammans.
När man idag talar om Nordhordland avses i allmänhet ett betydligt mindre område än förr, nämligen de delar av fylket som ligger norr om Nordhordlandsbrua, alltså Austrheim, Fedje, Lindås, Masfjorden, Meland, Radøy och Modalen. Detta område är till stora delar ett naturligt sammanhållet distrikt med en delvis egen marknad för arbete och handel, men den är också en ekonomiskt integrerad del i den större Bergensregionen. Till Nordhordland räknas ibland också återigen Gulen, som har betydligt mer ekonomisk interaktion med detta distrikt än med övriga delar av Sogn og Fjordane fylke.
Centralort för distriktet är Knarvik, en tätort som snabbt vuxit fram från och med början av 1970-talet, och som är belägen strax norr om Nordhordlandsbrua. De traditionella näringarna i distriktet har varit lantbruk, fiske och industri. Oljerelaterade verksamheter är numera en viktig del av näringslivet, framför allt på Mongstad industriområde. Utpendlingen till Bergen är omfattande, och avgörande för den starka befolkningstillväxt som i många år har präglat distriktet, särskilt i de områden som ligger närmast staden. De mest avlägsna områdena har däremot en minskande befolkning.
Den viktigaste vägen genom området är E39 som förbinder Nordhordland med Bergen i söder och Sogn i norr.